# Марк Кастельс
Марк Кастельс Ортега (ісп. Marc Castells Ortega, 12 березня 1990 року, Валенсія, Іспанія) — іспанський футболіст, півзахисник.

## Біографія
Вихованець футбольної школи «Валенсії». На правах оренди виступав у «Полідепортиво» і «Реал Ов'єдо», а також за другу команду клубу в Сегунді B, так і не провівши жодної гри за основний склад.
У 2013 році став гравцем «Астераса» з Триполі, у складі якого відіграв 8 матчів у грецькій Суперлізі. Через рік покинув грецький клуб і повернувся на батьківщину, де виступав за аматорську «Суеку» в регіональній лізі Валенсії.
Влітку 2014 року підписав контракт з грецької «Ларисою», де провів півроку, жодного разу не вийшовши на поле в складі команди. Потім знову повернувся в Іспанію. Подальші 2 сезони провів у «Кастельйоні», а взимку 2017 року перейшов в «Оспіталет»
, за який виступав до літа.
У липні 2017 року підписав контракт з українською «Зіркою» з Кропивницького. Дебютував у Прем'єр-лізі України 11 серпня 2017 року, на 84-й хвилині виїзного матчу проти київського «Динамо» замінивши Кирила Дрішлюка. Всього до кінця року у складі першої команди «Зірки» провів три гри, з яких дві у чемпіонаті, та одну в кубку. Також на його рахунку шість матчів у складі «Зірки» U-21. На початку 2018 року іспанський легіонер покинув клуб і повернувся в «Кастельйон».